# Leymus secalinus
Leymus secalinus är en gräsart som först beskrevs av Johann Gottlieb Georgi, och fick sitt nu gällande namn av Nikolai Nikolaievich Tzvelev. Leymus secalinus ingår i släktet strandrågssläktet, och familjen gräs. Inga underarter finns listade i Catalogue of Life.